# 5월 5일
5월 5일은 그레고리력으로 125번째(윤년일 경우 126번째), 뒤에서부터는 241번째 날에 해당한다. 대한민국과 일본의 어린이날이며 법정 공휴일이다.

## 사건
- 1789년 - 프랑스, 루이 16세가 삼부회를 베르사유 궁전에서 개최했다.[1][2][3]
- 1821년 - 프랑스 황제 나폴레옹 1세가 남대서양 세인트헬레나 섬에서 유배 중 사망하다.
- 1862년 - 미국, 남북전쟁 요크타운 북방 8마일 지점, 윌리암스버그에서 남북군 전투. 이 전투에서 북군이 패배하다.
- 1945년 - 자유 러시아군단(러시아 해방군)과 체코슬로바키아 레지스탕스가 프라하 봉기를 일으키다.
- 1955년 - 대한민국, 일제강점기에 남양군도 펠렐리우 섬에 징용노동자로 파견되었던 조병기 씨가 전쟁이 끝난 지 10년 만에 미국 해군에게 귀순하여 부산항을 통해 귀국한다.
- 1956년 - 이집트 나세르 대통령, 수에즈 운하 국유화 선언하다.
- 1961년 - 미국 우주선 머큐리-레드스톤 3호에 탑승한 앨런 셰퍼드가 미국 최초의 유인 우주 탄도 비행에 성공하다.
- 1983년 - 중화인민공화국 민항기가 공중 납치돼, 당시 적성국이던 대한민국 강원도 춘천에 불시착하여 외교적 파장을 일으켰다.
- 1995년 - 일본 도쿄도 신주쿠역에 사린 가스 사건이 발생하였다.
- 2003년 - 대한민국 건교부는 국내 승용차 등록대수를 1,001만 5,790대로 집계하였다.
- 2007년 - 카메룬 남부에 케냐 항공 소속 737-800기가 추락하였다.
- 2012년 - 대한민국 부산광역시 부전동의 노래방에서 화재 사고가 일어났다.
- 2016년 - 대한민국 경기도 안산시 대부도 토막시신 살인사건의 30대 용의자 조성호가 긴급 체포되었다.
- 2019년 - 러시아 모스크바에서 무르만스크로 가려던 아에로플로트 1492편이 회항 도중 벼락을 맞았다.

## 문화
- 1904년 - 미국, 메이저리그 야구 보스턴 레드삭스 팀의 사이 영이 필라델피아 필리스를 상대로 3:0의 퍼펙트 게임을 현대 야구 최초로 달성하다.
- 1905년 - 대한제국, 보성전문학교가 개강하다. 이것이 이어져 고려대학교의 개교기념일이 지금도 이 날이 되었다.
- 1912년 - 소련, 볼셰비키당 기관지 《프라우다》가 창간되다.
- 1929년 - 일제강점기, 조선비행학교가 개교하다.
- 1957년 - 대한민국에서 어린이 헌장이 제정·공포되다.
- 1961년 - 대한민국 정부가 1923년부터 치러졌던 어린이날을 이날로 공식 제정하였다.[4]
- 1973년 - 대한민국 서울특별시에 어린이대공원이 개원하다.
- 1999년 - 윈도우 98에서 많은 문제가 해결되어 세컨 에디션(SE)으로 재출시되고, 빌드업이 이루어졌다.
- 2005년 - 대한민국 위키사이트 백괴사전이 설립되었다.
- 2010년 - MBC 창작동요제가 27년 만에 종영되었다.
- 2012년
  - KBS 키즈 개국.
  - 프로야구에서 송산이 역대 첫 대타 연장 끝내기 땅볼이라는 기록을 세웠다.
- 2017년 - 중화인민공화국 국영 기업인 중국상용항공공사 코맥이 자체 제작한 여객기 C919가 첫 시험비행에 성공했다.
- 2020년 - 필리핀 ABS CBN이 재폐국하였다.
- 2022년 - 대한민국 강원도 춘천시에 레고랜드 코리아 리조트가 개장되었다.
- 2024년 - 한국프로농구 KBL 챔피언결정전 5차전에서 부산 KCC 이지스가 수원 KT 소닉붐을 88대 70으로 꺾고 시리즈 전적 4승 1패로 2011년 이후 13년만에 통산 6번째 우승을 달성하였다.

## 탄생
- 1250년 - 고려 말기의 문신 김관. (~1345년)
- 1747년 - 신성 로마 제국의 황제 레오폴트 2세. (~1792년)
- 1813년 - 덴마크의 철학자 쇠렌 키르케고르. (~1855년)
- 1818년 - 독일의 철학자 카를 마르크스. (~1883년)
- 1884년 - 미국의 야구인 치프 벤더. (~1954년)
- 1879년 - 리투아니아의 정치가 유르기스 샤울리스. (~1948년)
- 1891년 - 원불교의 창시자 박중빈. (~1943년)
- 1900년 - 미국의 스피드 스케이트 선수 찰스 주트로. (~1996년)
- 1910년 - 네덜란드의 동화 작가 레오 리오니. (~1999년)
- 1912년 - 대한민국의 종교인 최태민. (~1994년)
- 1918년 - 제2차 세계대전의 유일한 소련군 조선인 참전자 정상진. (~2013년)
- 1919년 - 그리스의 독재자 요르요스 파파도풀로스. (~1999년)
- 1921년 - 대한민국의 목회자 문동환. (~2019년)
- 1925년 - 러시아의 작곡가 블라디미르 바빌로프. (~1973년)
- 1926년 - 대한민국의 축구 선수, 축구 감독 홍덕영. (~2005년)
- 1927년 - 미국의 배우 팻 캐럴 (~2022년)
- 1930년
  - 대한민국의 정치인 정재석.
  - 미국의 배우 윌 허친스. (~2025년)
- 1933년 - 스리랑카의 총리 라트나시리 위크레마나야케. (~2016년)
- 1934년 - 대한민국의 군인 출신 정치가 이우재. (~2024년)
- 1936년 - 대한민국의 정치인 안영기. (~2023년)
- 1937년
  - 대한민국의 기업가 겸 정치인 어준선. (~2022년).
  - 대한민국의 언론인 안종필. (~1980년)
  - 베트남의 제6대 국가주석 쩐득르엉. (~2025년)
- 1938년
  - 폴란드의 영화 감독 예지 스콜리모프스키.
  - 대한민국의 배우 정욱.
- 1940년 - 대한민국의 정치인 김송자.
- 1942년
  - 대한민국의 정치인 이강희. (~2025년)
  - 미국의 컨트리 가수 태미 와이넷. (~1998년)
- 1944년 - 프랑스의 배우 장피에르 레오.
- 1947년 - 기니비사우의 대통령 말랑 바카이 사냐. (~2012년)
- 1948년 - 대한민국의 소설가, 기자, 문학평론가 김훈.
- 1952년
  - 대한민국의 기업인 방용훈. (~2021년)
  - 대한민국의 기업인, 정치인 김준성.
- 1953년 - 대한민국의 교수 최광식.
- 1954년 - 대한민국의 조각가 이종빈. (~2018년)
- 1955년 - 대한민국의 정치인 전혜숙.
- 1957년 - 영국의 배우 리처드 E. 그랜트.
- 1958년 - 대한민국의 바둑 기사 서능욱.
- 1959년 - 대한민국의 희극인 겸 사회운동가 김정식.
- 1960년
  - 대한민국의 성우 이선호.
  - 대한민국의 야구 선수 장호연.
  - 일본의 정치인 오노데라 이쓰노리.
- 1961년 - 일본의 정치인, 교육자, 레슬링 선수 하세 히로시.
- 1962년 - 대한민국의 CCM 가수 박종호.
- 1963년 - 일본의 야구 선수 구도 기미야스.
- 1964년 - 일본의 성우 타카야마 미나미.
- 1967년
  - 대한민국의 배우 박현숙.
  - 일본의 성우 코야스 타케히토.
  - 대한민국의 전 야구 선수, 현 야구 코치 김선진.
  - 미국의 록 음악 기타리스트 존 로스.
- 1968년 - 대한민국의 의원 조재훈.
- 1969년
  - 대한민국의 기업인 최철원.
  - 일본의 프로 야구 선수 이라부 히데키. (~2011년)
- 1970년
  - 대한민국의 배우 김호진.
  - 대한민국의 정치인 김웅.
  - 일본의 게임개발자 이노 겐지. (~2013년)
- 1971년
  - 대한민국의 기자, 앵커, 정치인 이정헌.
  - 대한민국의 배우 우봉식. (~2014년)
- 1975년
  - 대한민국의 가수 김희진.
  - 대한민국의 야구 선수 심정수.
  - 대한민국의 야구 코치, 전 야구 선수 윤재국.
- 1976년
  - 대한민국의 가수 유영.
  - 아르헨티나의 전 축구 선수 후안 파블로 소린.
- 1977년
  - 벨기에, 프랑스의 배우 비르지니 에피라.
  - 대한민국의 배우 최강희.
- 1978년 - 일본의 일러스트레이터, 뮤지션 간자키 히로.
- 1980년
  - 대한민국의 배우 이승효.
  - 이스라엘의 축구 선수 요시 베나윤.
  - 대한민국의 전 축구 선수 이정운.
- 1981년
  - 대한민국의 야구 선수 김광수.
  - 대한민국의 전 야구 선수 홍마태.
  - 영국의 팝가수, 싱어송라이터 크레이그 데이비드.
- 1983년 - 영국의 배우 헨리 카빌.
- 1984년 - 대한민국의 성우 김진홍.
- 1985년
  - 일본의 가수 나카가와 쇼코.
  - 대한민국의 레이싱 모델 임지효.
- 1986년
  - 대한민국의 가수 ZINNI. (글램).
  - 대한민국의 축구인 함형규.
- 1987년
  - 대한민국의 가수 이샘 (나인뮤지스).
  - 대한민국의 배우 전보미.
  - 러시아의 레슬링 선수 예카테리나 부키나.
  - 대한민국의 배우 박로사.
- 1988년
  - 대한민국의 태권도 선수 손태진.
  - 영국의 가수 아델.
  - 대한민국의 래퍼 스웨이디.
- 1989년
  - 미국의 가수 크리스 브라운.
  - 일본의 만화가 고토게 코요하루.
  - 대한민국의 야구 선수 신종훈.
  - 대한민국의 가수 조은희.
  - 대한민국의 전직 스트라이크 프로게이머 이성재.
- 1990년
  - 대한민국의 전 가수, 배우 송지은 (시크릿).
  - 대한민국의 레이싱 모델 유아라.
  - 미국의 모델 해나 지터.
- 1991년 - 멕시코의 야구 선수 라울 히메네스.
- 1992년 - 미국의 모델 해나 퍼거슨.
- 1993년
  - 대한민국의 전 가수 시우.
  - 대한민국의 전 리그 오브 레전드 프로게이머 빠른별.
  - 대한민국의 배우 서지원.
- 1994년 - 스페인의 축구 선수 하비에르 망키요.
- 1995년 - 대한민국의 배우 왕재민.
- 1996년 - 대한민국의 축구 선수 김보성.
- 1997년
  - 대한민국의 야구 선수 강상원.
  - 대한민국의 바둑 기사 정연우.
  - 대한민국의 축구 선수 김주영.
- 1998년
  - 대한민국의 아나운서 이현영.
  - 벨라루스의 테니스 선수 아리나 사발렌카.
- 1999년
  - 대한민국의 가수 이나은 (에이프릴).
  - 네델란드의 축구 선수 저스틴 클라위버르트.
  - 미국의 피겨 스케이팅 선수 네이선 첸.
- 2000년
  - 중국의 아이돌 가수 쑨전니.
  - 오스트레일리아의 수영 선수 일라이자 위닝턴.
  - 일본의 가수, 배우, 모델 요다 유키. (노기자카46)
- 2001년
  - 대한민국의 배우 김세민.
  - 대한민국의 배우 장다아.
- 2002년 - 대한민국의 축구 선수 강영석.
- 2003년
  - 일본의 피겨스케이팅 선수 가기야마 유마.
  - 스페인의 테니스 선수 카를로스 알카라스

## 사망
- 1673년 - 조선의 실학자 유형원.
- 1705년 - 신성 로마 제국의 황제 레오폴트 1세. (1640년~)
- 1821년 - 프랑스의 군인, 황제 나폴레옹 보나파르트. (1769년~)
- 1859년 - 독일의 수학자 페터 구스타프 르죈 디리클레. (1805년~)
- 1882년 - 미국의 해군 제독 존 로저스. (1812년~)
- 1911년 - 대한민국의 의병장 안규홍. (1879년~)
- 1921년 - 오스트리아의 평화운동가 알프레트 헤르만 프리트. (1864년~)
- 1956년 - 대한민국의 정치인 신익희. (?~)
- 1977년 - 독일의 형법학자, 법철학자 한스 벨첼. (1904년~)
- 2004년 - 일본의 싱어송라이터 오카자키 리츠코. (1959년~)
- 2008년 - 대한민국의 작가, 소설가 박경리. (1926년~)
- 2010년
  - 대한민국의 가수, 배우 백설희. (1927년~)
  - 나이지리아의 정치인, 대통령 우마루 야르아두아. (1951년~)
- 2011년 - 오스트레일리아의 군인 클로드 출스. (1901년~)
- 2016년
  - 대한민국의 만화가 오세영. (1955년~)
  - 일본의 음악가 토미타 이사오. (1932년~)
- 2020년 - 대한민국의 법조인, 관료 송언종. (1937년~)
- 2023년
  - 프랑스의 작가, 비평가 필리프 솔레르스. (1936년~)
  - 스페인의 축구 선수 아르세니오 이글레시아스. (1930년~)
- 2024년
  - 아르헨티나의 축구 선수, 축구 감독 세사르 루이스 메노티. (1938년~)
  - 헝가리의 작가 케네즈 헤카 에텔카. (1936년~)
  - 잉글랜드의 영화배우 버나드 힐. (1944년~)
- 2025년 - 아르헨티나의 축구인 루이스 갈반. (1948년~)

## 기념일
- 유럽의 날: 유럽 위원회
- 어린이날 - 대한민국, 일본. - 대한민국에서는 홍익표 의원이 어린이날을 5월 첫째 주 월요일로 바꾸자는 법안을 발의한 적이 있었다. 대한민국에서 원래는 5월 1일이었다
- 부처님 오신 날 - 2006년, 2025년, 2044년, 2063년, 2082년, 2101년

## 같이 보기
- 전날: 5월 4일 다음날: 5월 6일 - 전달: 4월 5일 다음달: 6월 5일
- 음력: 5월 5일
- 모두 보기